# Michaił Biełow
Michaił Biełow (ros. Михаил Белов; ur. 21 października 1987 r. w Moskwie) – rosyjski wioślarz.

## Osiągnięcia
- Mistrzostwa Świata U-23 – Račice 2009 – ósemka – 9. miejsce[1].
- Mistrzostwa Europy – Montemor-o-Velho 2010 – ósemka – 5. miejsce[1].